# Salsa samurái

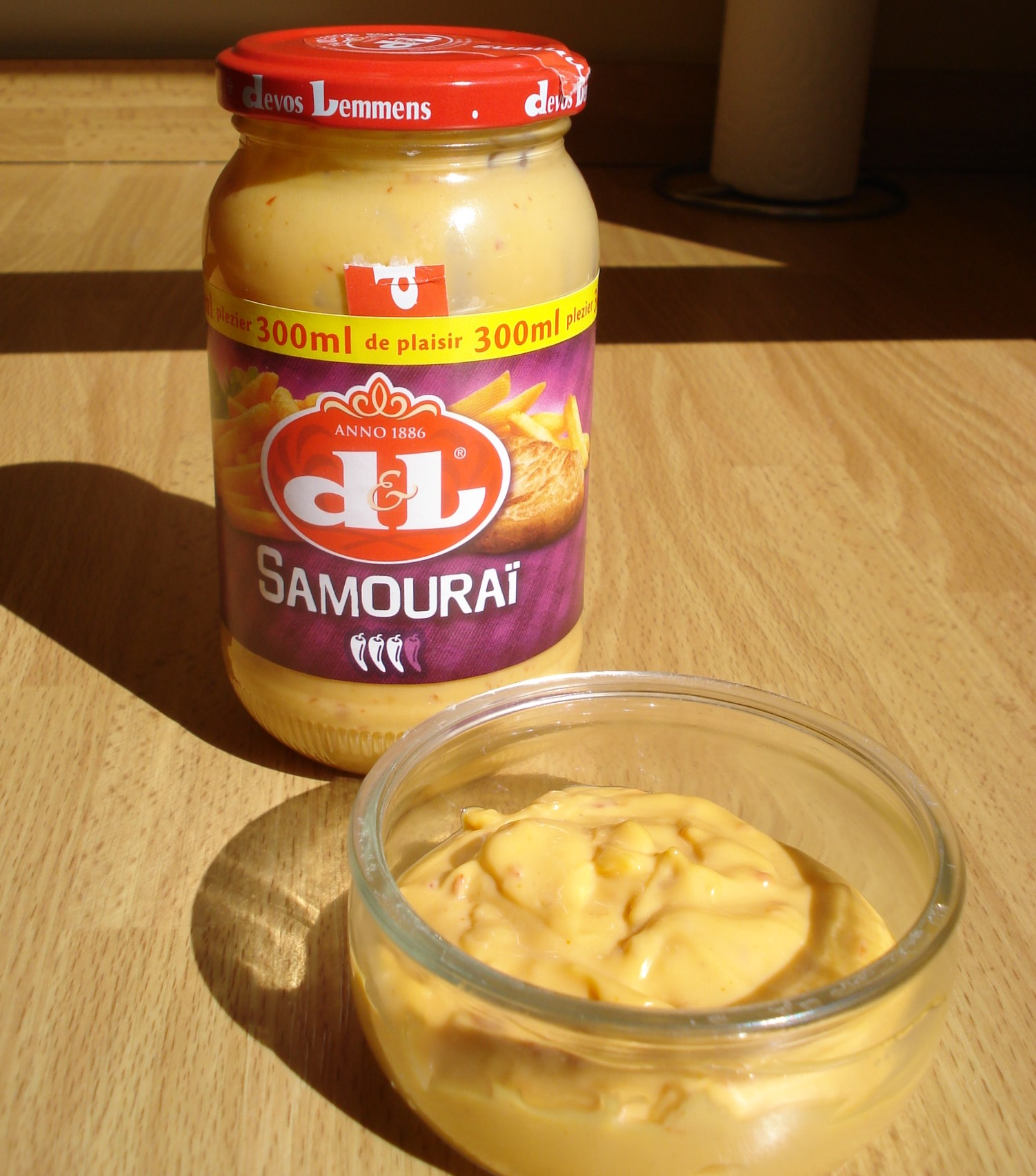
Salsa Samurái.

La salsa Samurai (en francés: Sauce samouraï) es condimento belga por lo general servido con papas fritas. La salsa también es muy popular por toda Francia, y no se la debe confundir con la salsa argelina. Existe una versión denominada salsa argelina que es similar a la salsa Samurái, pero sin cebolla. Según Harry Pearson, autor de A Tall Man In A Low Land: Some Time Among the Belgians, (Un hombre alto en una Tierra Baja: Un tiempo entre los belgas) las friteries móviles en Bélgica a menudo tienen salsa samurái, y en algunas se las presenta como su elemento distintivo. Además, muchos restaurantes que sirven kebab tienen salsa samurái entre los condimentos que ofrecen. 
La salsa se prepara con mayonesa, ketchup, y harissa o Sambal Oelek.